# Мак-Орлан, Пьер
Пьер Мак-Орлан, собственно Пьер Дюмарше (фр.  Pierre Mac Orlan, Pierre Dumarchey, 26 февраля 1882, Перон, Сомма — 27 июня 1970, Сен-Сир-сюр-Морен, Сена и Марна) — французский писатель.

## Биография
Сын военного. Воспитывался дядей в Орлеане, учился в Руане, сбежал из дома и из лицея. В 1899 году обосновался в Париже, занимался живописью. Вошел в круг парижской богемы, его песенки исполнялись в кабачке "Проворный кролик". Был близок к Аполлинеру, М. Жакобу, Утрилло, Ф. Карко, Р. Доржелесу и другим, познакомился с И. Эренбургом. Сменил множество профессий, много путешествовал (точнее, бродяжничал), жил в Италии и Великобритании, Бельгии и Тунисе.
Участник Первой мировой войны, был ранен (1916), впоследствии работал военным корреспондентом. С 1924 жил года в собственном доме в Сен-Сир-сюр-Морен.
Популярный писатель, автор авантюрной прозы, много работал в текущей прессе, на радио, в кино (в том числе, вместе с Марселем Л’Эрбье). Стал влиятельным пропагандистом и критиком «новых» искусств — кино и фотографии, им написаны важные очерки о работе известных фотографов того времени — Эжена Атже, Жермены Круль и других. Развивал теорию визуальных медиа в рамках своей концепции «социального фантастического», которая сложилась под воздействием эстетики романтизма и экспрессионизма, оказав большое влияние на современников (Беренис Эббот) и последующие поколения (Ги Дебор). Песни Мак-Орлана исполняли Жюльетт Греко, Ив Монтан, Барбара и другие знаменитые певцы. По его роману «Набережная туманов» (1927) снят одноимённый фильм Марселем Карне (1938, сценарий Жака Превера), вошедший в классику мирового кино. Его произведения экранизировали также Жюльен Дювивье, Клод Отан-Лара, Кристиан-Жак.
После Второй мировой войны публиковал в основном мемуарные сочинения.
Оставил огромное литературное наследие. Ряд произведений печатались под псевдонимами. Вышедшее в 1969—1971 годах с предисловием Ремона Кено собрание сочинений в 24-х томах не включает многих текстов Мак-Орлана, прежде всего — эротических.

## Произведения

### Романы, повести, рассказы
- Les Pattes en l’air' (1911)
- La Maison du retour écœurant (1912)
- Le Rire jaune (1913)
- Les Contes de la pipe en terre (1914)
- Les Bourreurs de crâne (1917)
- U-713 ou les Gentilshommes d’infortune (1917)
- Le Chant de l'équipage (1918)
- Bob bataillonnaire (1919)
- La Clique du Café Brebis, histoire d’un centre de rééducation intellectuelle (1919)
- Chronique des jours désespérés (1919)
- Le Nègre Léonard et maître Jean Mullin (1920)
- À bord de L'Étoile Matutine (1920)
- La Bête conquérante (1920)
- La Cavalière Elsa (1921)
- Malice (1923)
- La Vénus internationale (1923)
- À l’hôpital Marie-Madeleine (1924)
- Marguerite de la nuit (1925)
- Les Clients du Bon Chien jaune (1926)
- Sous la lumière froide ([1926)
- Le Quai des brumes (1927)
- Dinah Miami (1928)
- Les Vrais Mémoires de Fanny Hill (1929)
- La Tradition de minuit (1930)
- La Bandera (1931)
- Quartier réservé (1932)
- La Croix, l’ancre et la grenade (1932)
- Filles d’amour et Ports d’Europe (1932)
- La Nuit de Zeebrugge (1934)
- Le Tueur n°2(1935)
- Le Camp Domineau (1937)
- Le Carrefour des trois couteaux (1940)
- L’Ancre de miséricorde (1941)
- Picardie (1943)

### Эссе и мемуары
- Le Petit manuel du parfait aventurier (1920)
- Le Mystère de la malle n°1|Les Pirates de l’avenue du rhum (1925)
- La Seine (1927)
- Villes (1929)
- Nuit aux bouges (1929)
- Légionnaires (1930)
- Le Bataillon de la mauvaise chance. Un civil chez les joyeux (1933)
- Rues secrètes (1934)
- Verdun (1935)
- Propos d’infanterie (1936)
- Masques sur mesure (1937)
- Dans les tranchées (1939)
- Montmartre (1946)
- Les Bandes. Essais sur l'éducation sentimentale (1947)
- L'Écharpe de suie (1947)
- La Lanterne sourde (1953)
- Le Mémorial du petit jour (1955)
- La Petite cloche de Sorbonne (1959)
- Masques sur mesure II (1970, эссе о живописи)
- Masques sur mesure III (1970, предисловия и портреты)
- Sous la croix blanche (1971)

### Песни
- Chansons pour accordéon (1953)
- Poésies documentaires complètes (1954)
- Mémoires en chansons (1962)

### Эротические сочинения
- Le Masochisme en Amérique (1905, анонимное издание)
- Femmes du monde et sang bleu, Première partie: Georges (1908, под псевдонимом Chevalier de X)
- La Comtesse au fouet (1909, под именем Pierre Dumarchey)
- Les Grandes flagellées de l’histoire (1909, под именем Pierre Dumarchey)
- Lise fessée (1910, под именем Pierre Dumarchey)
- Les Aventures amoureuses de Mademoiselle de Sommerange ou Les Aventures libertines d’une Demoiselle de Qualité sous la Terreur (1910, под псевдонимом Pierre du Bourdel)
- Petite dactylo, suivi de Les Belles clientes de M. Brozen et de Le Maître d'école (1910, под псевдонимом Pierre du Bourdel)
- Mademoiselle de Mustelle et ses amies. Roman pervers d’une fillette élégante et vicieuse (1913, под псевдонимом Pierre du Bourdel)
- Baby Douce Fille (1919, под псевдонимом Sadie Blackeyes)
- Petites cousines (1919, под псевдонимом Sadinet)
- La Semaine secrète de Vénus (1926, анонимное издание)

### Посмертные публикации, не вошедшие в собрание сочинений
- Le Mystère de la malle n°1 (1984, репортажи)
- Manon la souricière (1986, рассказы)
- Capitaine Alcindor, (1988, рассказы)
- Domaine de l’ombre (2000, эссе)
- Images abolies (2005, предисловия и др.эссе)

## Признание
Член Гонкуровской академии (1950). Орден Почётного легиона (1967). Член Коллежа патафизики (1968). С 1992 года Общество Мак-Орлана издает посвященные ему «Тетради».

## Публикации на русском языке
- Интернациональная Венера. М.: Недра, 1925
- Коварство. Рассказы. Л.: Мысль, 1925
- На борту «Утренней звезды». Повесть. М. — Л.: ЗИФ, 1926.
- Жёлтый смех. М.: Круг, 1927
- Ночная Маргарита. М.: Огонек, 1927
- Огни Парижа. Л., Мысль, 1927
- Порт мертвых вод. Рассказы. Л.: Мысль, 1927
- Фабрика крови. Рассказы. М.: Круг, 1927;
- Матросская песня: роман; Дом безрадостного возвращения: роман. М. — Л.: ЗИФ, 1928
- Париж в снегу. М.: Современные проблемы, 1928
- Фантастическое// Из истории французской киномысли: Немое кино, 1911—1933. М.: Искусство, 1988, с. 238—246
- Клиенты «Желтого пса». Якорь Милосердия// Пятнадцатилетний капитан. Приключения на море и на суше. Л.: Лениздат, 1997
- Мадемуазель де Мюстель и её подружки. М.: ВРС, 2002 (под псевд. Пьер Бурдель)
- Набережная Туманов: В 2 кн. М.: Ладомир: Наука, 2020. (Литературные Памятники / РАН).
- Набережная туманов: роман